# 国鉄3700形蒸気機関車

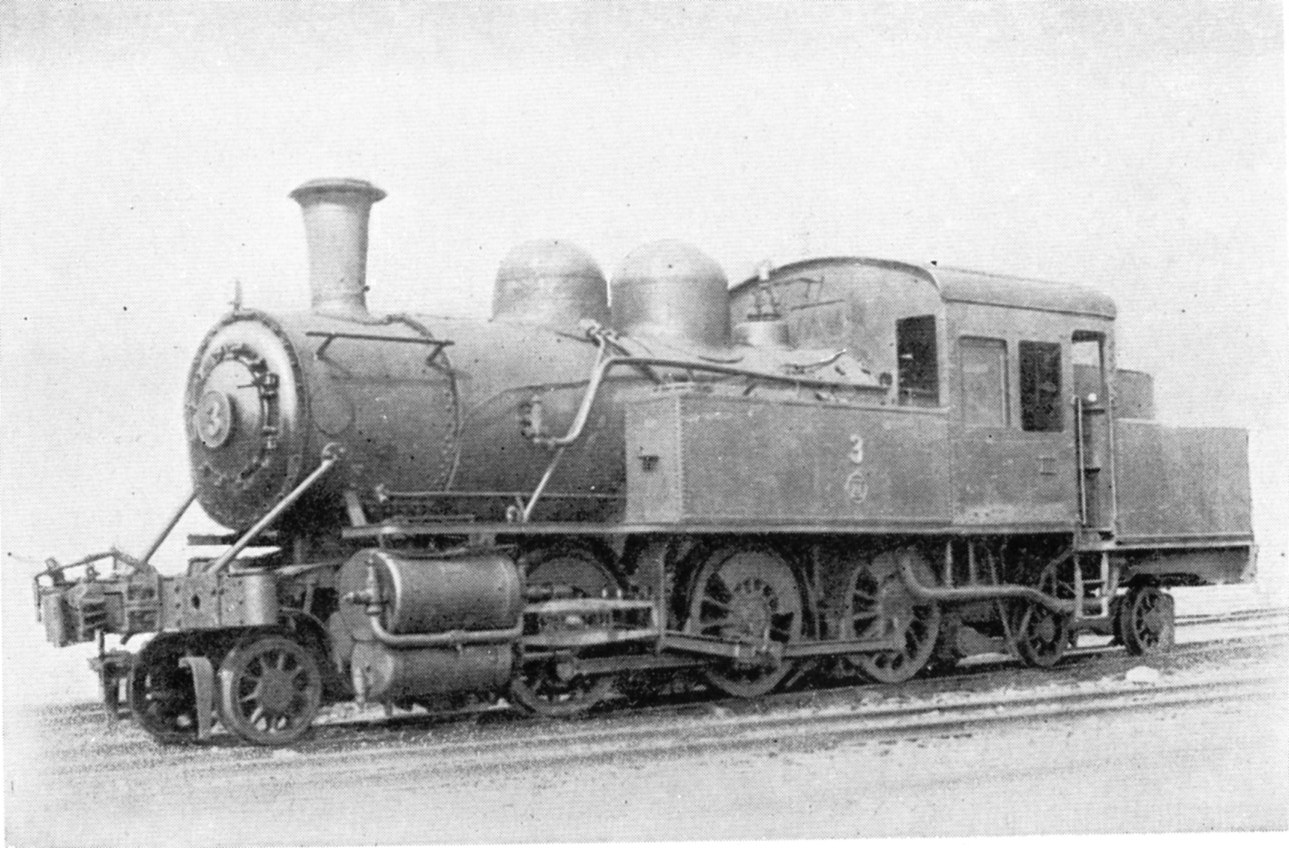
五日市鉄道 3（旧鉄道院 3705）

3700形は、かつて日本国有鉄道の前身である鉄道院・鉄道省等に在籍したタンク式蒸気機関車である。

## 概要
1907年（明治40年）に2両、1908年（明治41年）1両、1909年（明治42年）3両の計6両が製造された車輪配置 2-6-4(1C2)、ヴォークレイン4気筒複式の飽和式タンク機関車である。いずれも1906年の山陽鉄道買収により国有鉄道の所属となった兵庫工場で製造されたもので、最後の山陽鉄道系機関車である。兵庫工場製の機関車としては、製造番号18 - 23に相当する。全車が国有化後に落成したが、買収機関車を統合した車両形式称号規程の制定前であったため、山陽鉄道の形式称号を与えられ、35形（153 - 158）とされた。1909年に制定された鉄道院の車両形式称号規程では、3700形（3700 - 3705）と改称された。
山陽鉄道32形（後の鉄道院3380形）を基本として、従輪を2軸ボギー台車化し、側水槽よりも後部水槽に重点を置いた設計となり、後部水槽上に設けられた炭庫の幅を狭くして、後進運転の際の運転台からの見通しを良くしている。また、後部のボギー台車にもブレーキ装置が設けられていたのも特筆されるが、国有鉄道時代に撤去されている。また、156（後の3703）は1908年に蒸気過熱器の試験機となったが、これもほどなく撤去された。
落成後は大阪に配置されて阪神間の貨物列車や、一部は山陽線西部に転じて区間列車に使用されたが、1925年（大正14年）に他のヴォークレイン複式機関車とともに廃車された。
このうち3705は1926年（大正15年）に五日市鉄道に譲渡され、同社の3となって、長期にわたって使用された。五日市鉄道は1940年（昭和15年）に南武鉄道に合併されたため、同社の10となり、1944年（昭和19年）には戦時買収によって再び国有鉄道籍に戻った。しかし、仮番号151のまま直ちに休車となり、池袋に放置されていたが、1948年（昭和23年）に廃車解体された。

## 主要諸元
- 全長 : 11,938mm
- 全高 : 3,683mm
- 全幅 : 2,743mm
- 軌間 : 1,067mm
- 車軸配置 : 2-6-4(1C2)
- 動輪直径 : 1,270mm
- 弁装置 : スチーブンソン式アメリカ型
- シリンダー（直径×行程） : 292mm×559mm（高圧）、483mm×559mm（低圧）
- ボイラー圧力 : 12.7kg/cm2
- 火格子面積 : 1.6m2
- 全伝熱面積 : 87.7m2
  - 煙管蒸発伝熱面積 : 78.4m2
  - 火室蒸発伝熱面積 : 9.3m2
- 小煙管（直径×長サ×数） : 50.8mm×3,277mm×150本
- 機関車運転整備重量 : 59.70t
- 機関車空車重量 : 46.97t
- 機関車動輪上重量（運転整備時） : 36.91t
- 機関車動輪軸重（第1動輪上） : 13.09t
- 水タンク容量 : 8.07m3
- 燃料積載量 : 1.95t
- 機関車性能
  - シリンダ引張力（0.85P）: 8,100kg（単式時）、5,930kg（複式時）
- ブレーキ装置 : 手ブレーキ、真空ブレーキ